# Günther Wagner (Agrarwissenschaftler)
Günther Heinrich Wagner (* 18. August 1925 in Mitteldorf; † 29. April 2004) war ein deutscher Agrarwissenschaftler, Agronom, Biologe und Hochschullehrer.

## Leben
Er wurde als Bauernsohn in der kleinen Gemeinde Mitteldorf im Regierungsbezirk Erfurt der preußischen Provinz Sachsen geboren. Nach dem Besuch von Schule und des Gymnasiums in Nordhausen nahm er ab 1943 als Soldat am Zweiten Weltkrieg teil. Nach Kriegsende nahm er eine Landwirtschaftslehre auf und studierte von 1946 bis 1950 an der Universität Jena. Im Jahre 1959 wurde er Direktor der Kreislandwirtschaftsschule in Nordhausen im Bezirk Erfurt. Dort war er bis zum Jahre 1965 vor allem für die Aus- und Weiterbildung von Oberstufenlehrern für Biologie zuständig. Zu diesem Zweck publizierte er die Lehrbriefe wie beispielsweise Grundlagen der Agrarproduktion und Fachworterklärungen Botanik. Aus letzterer Publikation ging 1961 das Botanik-Lexikon hervor, das er gemeinsam mit Rudolf Schubert publizierte und das bis zum Jahre 2000 in zwölf Auflagen erschien.
Im Jahre 1965 wurde er Lehrbeauftragter an der Friedrich-Schiller-Universität in Jena, wo er Didaktik der Landwirtschaft unterrichtete und maßgeblich an der Ausbildung von Diplom-Agrarpädagogen beteiligt war.
1968 wurde Günther Wagner bei Herbert Hanke an der Humboldt-Universität zu Berlin zum Dr. paed. promoviert, nachdem er 1966 extern eine außerplanmäßige Aspirantur zur Erarbeitung seiner Dissertation angenommen hatte. In diesem Zusammenhang erwarb er auch die Facultas Docendi. Ab 1971 wirkte er am neugeschaffenen Bereich Hochschulpädagogik an der Universität Jena. Mit 65 Jahren ging er 1990 in den Ruhestand. Danach unterstützte er u. a. des Arbeitskreises Medizindidaktik an der Medizinischen Fakultät in Jena durch Publikationen, wobei er sich zunehmend auch medizinhistorischen Themen widmete.

## Werke (Auswahl)
- Rudolf Schubert, Günther Wagner: Botanisches Wörterbuch. 12. Auflage. Verlag Eugen Ulmer, 2000, ISBN 3-8001-2742-3.
- Erwin Hentschel, Günther Wagner: Wörterbuch der Zoologie. Tiernamen, allgemeinbiologische, anatomische, physiologische, ökologische Termini und Kurzbiographien, mit einer Einführung in die Terminologie und Nomenklatur, einem Verzeichnis der Autorennamen und einem Überblick über das System des Tierreichs, 7. Auflage, München, Heidelberg 2004.